# Olivier Gascuel
Olivier Gascuel, né en 1956, est un chercheur français en bio-informatique. Il est directeur de recherche au CNRS. Ses travaux portent notamment sur la phylogénie. Il dirige de 2015 à 2020 le Département de « Biologie Computationnel » précédemment C3BI « Centre de bio-informatique, biostatistique et biologie intégrative », de l’Institut Pasteur. En 2021, il rejoint l'Institut de Systématique, Evolution, Biodiversité (ISYEB) au Muséum National d'Histoire Naturelle.

## Biographie
En 1975, Olivier Gascuel intègre l’École normale supérieure de Cachan, en mathématiques puis se spécialise en informatique. Il poursuit en parallèle des études d’architecture.
En 1981, il soutient une thèse de doctorat portant sur les systèmes experts pour le diagnostic médical, puis il entre au CNRS en tant que chargé de recherche.
Il entre au Laboratoire d'informatique, de robotique et de microélectronique de Montpellier (LIRMM) en 1987, et depuis lors, il centre ses recherches sur la phylogénie. Plus récemment, il a orienté une partie de ses activités vers les pathogènes. 
Il est à l’origine en 2000, et avec Marie-France Sagot, de la tenue annuelle d’une conférence de référence dans le domaine : la conférence JOBIM, les « Journées ouvertes en biologie, informatique et mathématiques », aujourd’hui organisées par la Société française de bio-informatique (SFBI).

## Distinctions
- Lauréat de la médaille d’argent du CNRS (2009)[4].
- Lauréat du prix Inria de l'Académie des sciences (2017)[8].
- Membre de l'Académie des sciences dans la section de biologie intégrative[9] (depuis 2019)[10]

## Ouvrages
- Sylvie Thiria, Olivier Gascuel et Yves Lechevallier, Statistique et méthodes neuronales, Éditions Dunod, 1997, 311 p. (ISBN 978-2-10-003544-1).
- (en) Olivier Gascuel, Mathematics of Evolution and Phylogeny, Oxford University Press, 2005, 416 p. (ISBN 978-0-19-856610-6, lire en ligne).